# 基奧伊代尼鄉
45°33′N 26°52′E / 45.550°N 26.867°E
基奧伊代尼鄉（羅馬尼亞語：Comuna Chiojdeni, Vrancea），是羅馬尼亞的鄉份，位於該國東部，由弗朗恰縣負責管轄，面積71平方公里，海拔高度334米，2002年人口2,498，人口密度每平方公里35人。